# WorldPride Jerusalén 2006
El WorldPride Jerusalén 2006 fue la segunda edición del WorldPride celebrada con motivo del Día Internacional del Orgullo LGBT. Se celebró en la ciudad israelí de Jerusalén en el año 2006.
La 22ª conferencia anual de InterPride, celebrada en octubre de 2003 en Montreal, Quebec, Canadá, con más de 150 delegados de 51 ciudades de todo el mundo en la asistencia, votó a favor de aceptar la oferta de la Jerusalem Open House para acoger el WorldPride 2006 en la Ciudad Santa.

## Antecedentes
Desde la década de 1990 tiene lugar en  Tel Aviv, Israel un desfile del orgullo gay anual y, a veces también en Eilat. Tel Aviv había sido anteriormente la sede del único desfile anual del orgullo gay en el Oriente Medio. Tel Aviv fue la primera ciudad en Israel en tener un desfile del orgullo gay, que comenzó en la calle de  Shenkin  y se amplió para eventos a gran escala en los años siguientes. En 2005, 100.000 personas participaron en el desfile del orgullo gay de Tel Aviv.
El Jerusalem Open House para Orgullo y la Tolerancia  es el punto focal de eventos de orgullo gay en Jerusalén y existe desde 1997. Desde el año 2002, se llevó a cabo pequeños desfiles anuales del orgullo gay en Jerusalén (hasta 10.000 personas).
El 30 de junio de 2005, el desfile se llevó a cabo después de que originalmente hubiera sido prohibido por una prohibición municipal, que fue anulada por la orden de la corte del distrito. Durante el desfile, un hombre judío ultra-ortodoxo apuñaló a tres participantes del desfile y fue acusado de intento de asesinato.

## El evento
El primer intento de celebrar WorldPride en Jerusalén fue en 2005, sin embargo, se aplazó hasta 2006 debido a las tensiones derivadas de la retirada israelí de la Franja de Gaza. Se llamó "Love Without Borders" como un guiño a los numerosos obstáculos existentes dentro de Israel, y para los gais y las lesbianas en otras formas. El WorldPride fue el proyecto clave de la Casa Abierta de Jerusalén, centro de la comunidad gay de la ciudad. El punto de partida previsto de la marcha estaba ubicado en la calle Ben Yehuda, los participantes podían ver un muro de ocho metros, llamado por Israel "Valla de seguridad" y conocido por los palestinos como el Muro del Apartheid.
Después de que Jerusalén fuese seleccionada como ciudad WorldPride 2006, la ciudad de Tel Aviv, con gran tradición en la celebración del Día del Orgullo Gay, anunció que cancelaría su propio fin de semana del Orgullo en 2006 para asegurarse de que más israelíes asistieran a la marcha principal. El desfile principal fue programada para el 6 de agosto, pero RWA se opuso firmemente a los líderes religiosos de Israel desde el principio. Sin embargo, debido al conflicto entre Israel y Líbano de 2006, el gobierno de Jerusalén canceló la marcha, diciendo que no había suficientes soldados para proteger a los manifestantes. La semana de eventos se llevó a cabo en la fecha prevista y se incluyen cinco conferencias, un festival de cine, exposiciones y eventos literarios y políticos. El desfile fue cancelado pero la Casa Abierta de Jerusalén anunció que celebraría un desfile el 10 de noviembre tras alcanzar un acuerdo con la policía y la municipalidad.

## Oposición
Oposición virulenta del judaísmo Haredi y otros judíos ortodoxos , así como del sector árabe israelí ha llevado a muchos a creer que a menos que se cancelara el desfile del orgullo gay, sería inevitable un desenlace violento. Otros que se pronunciaron en contra del desfile incluyen Gran Rabino Sefardí de Israel, el rabino Shlomo Amar.
La principal oposición del sector judío Haredi fue organizada por la organización rabínica Edah HaChareidis. El 18 de octubre, los rabinos de todo el espectro ortodoxo hicieron un llamado para la prohibición del desfile. Rabí Ovadia Yosef, que fue uno de los primeros en expresar su oposición, pidió una "demostración de un millón". 
Los activistas de la extrema derecha kahanista: Baruch Marzel, Itamar Ben-Gvir y Hillel Weiss, llamaron a llevar a cabo una "guerra santa" contra el desfile, y anunció que a menos que se cancelara el desfile, que este conduciría inevitablemente a la violencia. Los organizadores del desfile presentaron una denuncia policial contra ellos, acusándolos de incitar al asesinato.
En la noche del jueves, 2 de noviembre, una manifestación en el barrio ultra de Mea Shearim, produjo algunos disturbios, miles de manifestantes bloquearon las carreteras con la quema de contenedores de basura, y la policía respondió con firmeza, mediante el envío de cientos de agentes de la Yasam, de la policía antidisturbios, y de la Policía de fronteras, armados con porras, cañones de agua y caballos. Siete policías y un número indeterminado de manifestantes resultaron heridos. los judíos Haredim, hablaron y protestaron por el uso excesivo de la violencia por parte de la Policía de Israel. Los organizadores, de la Jerusalem Open House, una organización benéfica, hicieron planes para hacer frente a las contingencias que incluyeron a muchos heridos. Sin embargo, el desfile se celebró finalmente sin bajas.

## Consecuencias
En 2007, el Parlamento israelí, la Knéset, legisló y aprovó una ley para prevenir futuros desfiles del colectivo LGTBI en Jerusalén, y el Primer ministro, el judío Ehud Olmert, dio a conocer un comunicado donde afirma que no cree que Jerusalén sea el lugar adecuado para la celebración de desfiles del orgullo gay, debido a la naturaleza especial de la ciudad, a pesar de que cree que esas cuestiones no deben estar limitadas por la ley." La nueva legislación fue introducida de nuevo en 2008, pero una vez más no se convirtió en ley, y en junio de 2008 el Tribunal Superior de Israel negó las peticiones para detener los desfiles del orgullo gay en Jerusalén, y se celebraron desfiles en 2008 y 2009.

## En el cine
Dos películas se han hecho sobre este evento. Nitzan Giladi dirigió el documental de 80 minutos "Jerusalem Is Proud to Present" y "Chutzpa Productions", produció el corto "Pride", orgullo, un documental de 45 minutos.